# ویکتور ایباربو
ویکتور ایباربو (اسپانیایی: Víctor Ibarbo‎؛ زاده ۱۹ مهٔ ۱۹۹۰) یک بازیکن فوتبال اهل کلمبیا است.

## تیم ملی
وی همچنین در تیم ملی فوتبال کلمبیا بازی کرده است.